# ウェブスター郡 (ジョージア州)
座標: 北緯32度05分 西経84度55分 / 北緯32.083度 西経84.917度
ウェブスター郡（Webster County）は、アメリカ合衆国ジョージア州にある郡である。人口は2,245人（2007年推計）。郡庁所在地はプレストン (Preston)である。

## 歴史
1853年12月16日の州議会決議によりスチュアート郡から分離し「キンチャフーニー郡」として設立されたが、1856年2月21日に州議会によってウェブスター郡に改称された。現在の郡名はニューハンプシャー州選出の下院議員、マサチューセッツ州の下院、上院議員を務めたダニエル・ウェブスターにちなむ。また、キンチャフーニー郡は郡内を流れるキンチャフーニー川にちなんだ。

## 地理
国勢調査局によると、この郡の総面積は545平方キロ（210平方マイル）で、うち543平方キロ（210平方マイル）が陸地、総面積の0.34%にあたる2平方キロ（1平方マイル）が水域となっている。
幹線道路
- 国道280号線
- 州道41号線
- 州道153号線
- 州道520号線

隣接する郡
- マリオン郡（北）
- サムター郡（東）
- テレル郡（南）
- ランドルフ郡（南西）
- スチュアート郡（西）

## 人口動態

2000年国勢調査の結果をもとに作成した郡の人口ピラミッド

2000年の国勢調査時点で、この郡には2390人、911世帯、675家族が暮らしている。人口密度は1平方キロあたり4人で、平方マイルに換算すると11人となる。住居数は1115軒で、1平方キロに平均2軒（1平方マイルあたりでは5軒）が建っていることになる。住民のうち白人は50.50%、アフリカ系は47.03%、ネイティブ・アメリカンは0.08%、その他の人種は1.59%、混血は0.79%、ヒスパニック（ラテン系）は2.76%を占める。
911世帯のうち31.9%は18歳未満の子供と暮らしており、50.9%は夫婦で生活している。16.8%は未婚の女性が世帯主であり、25.9%は家族以外の住人と同居している。23.5%が独り身世帯で、12.1%を独居老人の世帯が占める。1世帯あたりの平均構成人数は2.62人、家庭の平均構成人数は3.07人である。
住民のうち25.2%が18歳未満の未成年、8.2%が18歳以上24歳以下、27.7%が25歳以上44歳以下、24.1%が45歳以上64歳以下、14.8%が65歳以上となっており、平均年齢は38歳である。女性100人に対して男性が101.0人いる一方、18歳以上の女性100人に対しては94.0人いる。
一世帯あたりの平均収入は2万7992米ドル、家族ごとでは3万2462米ドルである。男性の平均収入は2万6444米ドル、女性の平均収入は1万9125米ドルで、労働者でない人々も含めた住民一人当たりの収入は1万4772米ドルとなる。総人口の19.3%、家族の17.2%、18歳未満の子供の26.0%、および65歳以上の高齢者の19.4%は貧困線以下の収入で生計を立てている。

## 町
- プレストン (en:Preston, Georgia)
- ウェストン (en:Weston, Georgia)